# بجر (داکوتای جنوبی)
بجر(به انگلیسی: Badger) شهری در ایالت داکوتای جنوبی کشور ایالات متحده آمریکا است که جمعیت آن در سرشماری سال ۲۰۱۰ میلادی، ۱۰۷ نفر بوده‌است.